# Astathes contentiosa
Astathes contentiosa là một loài bọ cánh cứng trong họ Cerambycidae.